# Hormigas de Cuba

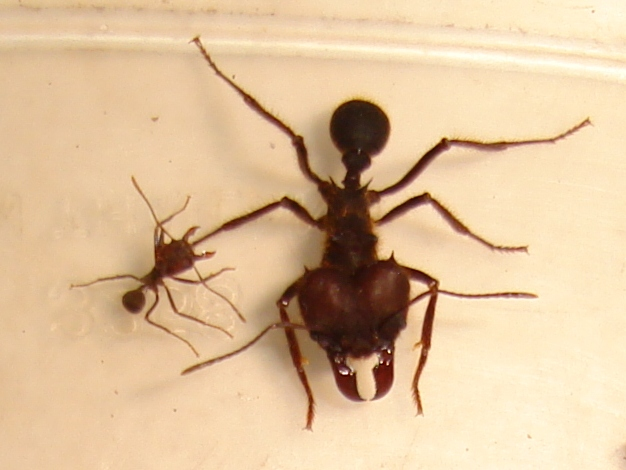
Atta insularis.

En Cuba existen registros de hormigas pertenecientes a 6 subfamilias, 44 géneros y 169 especies (Centro Nacional de Biodiversidad – Cuba, 2007; Fontenla, 1997; Portuondo y Reyes, 2002).

## Lista de géneros presentes en Cuba
La siguiente es una lista de los géneros de la familia Formicidae registrados en Cuba, organizados por subfamilias y con el número de especies entre paréntesis:
Subfamilias,  géneros (y número de especies). 
- Cerapachynae:  Cerapachys (2 ?) y Cylindromyrmex (1). (Total 3 especies)
- Dolichoderinae:  Dorymyrmex (2), Forelius (1), Iridomyrmex ? (1) y Tapinoma (2). (Total 6 especies, Fontenla (1997) registra sólo 3 géneros y 4 especies)

- Formicinae:  Brachymyrmex (5), Camponotus (18), Myrmelachista (2), Paratrechina (9), Prenolepis (3). (Total 37 especies, Fontenla (1997) registra solo 5 géneros y 36 especies)
- Myrmicinae: Acromyrmex (1), Atta ( 2), Cardiocondyla (3), Crematogaster (5), Cyphomyrmex (1), Epitritus ? (2), Eurhopalotryx (1), Leptothorax (1), Monomorium (7), Mycocepurus (1), Olygomyrmex (1) Paracryptocerus (1), Pheidole (14), Rogeria (3), Solenopsis (3), Strumigenys (13), Temnothorax (45), Tetramorium (4), Trachymyrmex (1), Wasmannia (1), Xenomyrmex (1), Zacryptocerus (1) (Total 112 especies, Fontenla (1997) registra solo 20 géneros y 97 especies)
- Ponerinae: Amblyopone (1), Anochetus (1), Discothyrea (1), Euponera ? (2), Gnamptogenys (2 ?), Hypoponera  (4), Leptogenys (3), Odontomachus (3), Pachycondyla (1), Platythyrea (1), Ponera ? (3), Prionopelta (1), Thaumatomyrmex (4). (Total 27 especies, Fontenla (1997) registra sólo 11 géneros y 22 especies)
- Pseudomyrmecinae:  Pseudomyrme (8). (Fontenla (1997) registra solo 5 especies)

## Lista de especies
La siguiente es una lista de especies de hormigas en Cuba [aún con imprecisiones, se usaron las referencias: Centro Nacional de Biodiversidad – Cuba (2007), Zayas (1982), Portuondo y Reyes (2002), Rodríguez y Mestre (2002), Fernández y Fontenla (2005)], las especies más conocidas tienen adicionado el nombre común en negritas:

## A
- Acromyrmex octospinosus (Reich) (Myrmicinae:Attini) bibijagua colorada
- Amblyopone bierigi (Sants.) (Ponerinae: Amblyoponini)
- Anochetus mayri Emery (Ponerinae: Odontomachini)
- Atta insularis Guér. (Myrmicinae:Attini) bibijagua
- Atta cubana Fontenla (Myrmicinae:Attini) bibijagua

## B
- Brachymyrmex been Forel (Formicinae: Myrmelachistini)
- Brachymyrmex flavidulus (Roger) (Formicinae: Myrmelachistini)
- Brachymyrmex heeri Forel (Formicinae: Myrmelachistini)
- Brachymyrmex minutus Forel (Formicinae: Myrmelachistini)
- Brachymyrmex obscurior Forel (Formicinae: Myrmelachistini)

## C
- Camponotus sp. (Formicinae: Camponotini) hormigones
- Camponotus baronii (Alayo & Zayas) (Formicinae: Camponotini)
- Camponotus bermudezi Aguayo (Formicinae: Camponotini)
- Camponotus conspicuus (Smith) (Formicinae: Camponotini)
- Camponotus gilgiventris Roger (Formicinae: Camponotini)
- Camponotus inaequalis Roger (Formicinae: Camponotini)
- Camponotus kutterianus Baroni (Formicinae: Camponotini)
- Camponotus macromischoides Fontenla (Formicinae: Camponotini)
- Camponotus micrositus Wheel. (Formicinae: Camponotini)
- Camponotus planatus Roger (Formicinae: Camponotini)
- Camponotus ramulorum Wheel. (Formicinae: Camponotini)
- Camponotus riehli Roger (Formicinae: Camponotini)
- Camponotus santosi Forel (Formicinae: Camponotini)
- Camponotus sphaericus Mann (Formicinae: Camponotini)
- Camponotus sphaeralis Roger (Formicinae: Camponotini)
- Camponotus taino Fontenla (Formicinae: Camponotini)
- Camponotus thysanopus Wheel. (Formicinae: Camponotini)
- Camponotus tonel Aguayo (Formicinae: Camponotini)
- Camponotus zonatus
- Cardiocondyla emeryi Forel (Myrmicinae: Cardiocondylini)
- Cardiocondyla venustula Wheel. (Myrmicinae: Cardiocondylini)
- Cardiocondyla wroughioni (Forel) (Myrmicinae: Cardiocondylini)
- Cerapachys especies diversas (Cerapachyinae)
- Crematogaster barbouri Web. (Myrmicinae: Crematogastini)
- Crematogaster manni Buren (Myrmicinae: Crematogastini)
- Crematogaster sanguinea Roger (Myrmicinae: Crematogastini)
- Crematogaster steinheili Forel (Myrmicinae: Crematogastini)
- Crematogaster victima Smith (Myrmicinae: Crematogastini)
- Crematogaster victima cubaensis Mann (Myrmicinae: Crematogastini)
- Cylindromyrmex darlingtoni Wheel. (Cerapachyinae)
- Cyphomyrmex minutus Mayr. (Myrmicinae:Attini) bibijagüita cornuda

## D
- Dorymyrmex insanus (Buckley) (Dolichoderinae:Tapinonini)
- Dorymyrmex pyramicus (Roger) (Dolichoderinae:Tapinonini)
- Discothyrea testacea Roger (Ponerinae:)

## E
- Epitritus (Myrmicinae: Dacetini) 2 ssp.
- Euponera stigma (Fabr.) (Ponerinae: Ponerini)
- Euponera succedanea (Roger) (Ponerinae: Ponerini)
- Eurhopalotryx sp. (Myrmicinae:)

## F
- Forelius pruinosus Roger (Dolichoderinae:Tapinonini)

## G
- Gnamptogenys especies diversas (Ponerinae: )

## H
- Hypoponera ergatandria (Forel) (Ponerinae: )
- Hypoponera opaciceps (Mayr) (Ponerinae: )
- Hypoponera opacior (Forel) (Ponerinae: )
- Hypoponera punctatissima (Roger) (Ponerinae: )

## I
- Iridomyrmex pruinosus (Roger) (Dolichoderinae:Tapinonini)
- Iridomyrmex pruinosus analis (André) (Dolichoderinae:Tapinonini)

## L
- Leptogenys maxillosa Roger (Ponerinae: Leptogenyini)
- Leptogenys maxillosa falcata Roger (Ponerinae: Leptogenyini)
- Leptogenys pubiceps Emery (Ponerinae: Leptogenyini)
- Leptogenys pubiceps cubaensis Sants. (Ponerinae: Leptogenyini)
- Leptogenys punctaticeps Emery (Ponerinae: Leptogenyini)

*Leptothorax  subgénero Macromischa (Myrmicinae: Leptothoracini) Fontenla (2001) solo reconoce 29 especies para Cuba. véase Temnothorax
- Leptothorax gibbifer Baroni (Myrmicinae: Leptothoracini)

## M
*Macromischa (Myrmicinae: Leptothoracini) véase Leptothorax y Temnothorax
- Monomorium carbonarium Forel (Myrmicinae: Solenopsini)
- Monomorium cinnabari Roger (Myrmicinae: Solenopsini)
- Monomorium destructor (Jerdon) (Myrmicinae: Solenopsini)
- Monomorium ebeninum Forel (Myrmicinae: Solenopsini)
- Monomorium floricola (Jerdon) (Myrmicinae: Solenopsini)
- Monomorium pharaonis (L.) (Myrmicinae: Solenopsini)
- Monomorium salomonis (L.) (Myrmicinae: Solenopsini)
- Mycocepurus smithi Forel (Myrmicinae:Attini) bibijagüita diminuta colorada
- Myrmelachista rogeri André (Formicinae: Myrmelachistini)
- Myrmelachista kraaizi Mann (Formicinae: Myrmelachistini)

## O
- Odontomachus brunneus (Palton) (Ponerinae: Odontomachini)
- Odontomachus insularis Guér. (Ponerinae: Odontomachini)
- Odontomachus ruginodis Wheel. (Ponerinae: Odontomachini)
- Olygomyrmex urichi (Wheeler) (Myrmicinae:)

## P
- Pachycondyla stigma (Fabr.) (Ponerinae: )
- Paracryptocerus varians (Smith) (Myrmicinae: Cryptocerini)
- Paratrechina anthracina (Roger) (Formicinae: Prenolepini)
- Paratrechina bourbonica (Forel) (Formicinae: Prenolepini)
- Paratrechina fulva (Mayr) (Formicinae: Prenolepini)
- Paratrechina longicornis (Latri.) (Formicinae: Prenolepini) hormiga loca
- Paratrechina myops (Mann) (Formicinae: Prenolepini)
- Paratrechina pubens (Forel) (Formicinae: Prenolepini)
- Paratrechina steinheili (Forel) (Formicinae: Prenolepini)
- Paratrechina troglodytes Weber (Formicinae: Prenolepini)
- Paratrechina vividula (Nylander) (Formicinae: Prenolepini)
- Pheidole sp. (Myrmicinae: Pheidolini)
- Pheidole alayoi Wilson & Brown (Myrmicinae: Pheidolini)
- Pheidole androsana Forel (Myrmicinae: Pheidolini)
- Pheidole androsana bakeri Forel (Myrmicinae: Pheidolini)
- Pheidole bilimeki Mayr (Myrmicinae: Pheidolini)
- Pheidole cubaensis Mayr (Myrmicinae: Pheidolini)
- Pheidole fallax Mayr (Myrmicinae: Pheidolini)
- Pheidole flavens Roger (Myrmicinae: Pheidolini)
- Pheidole megacephala (Fabr.) (Myrmicinae: Pheidolini) hormiga leona, hormiga mansa u hormiga del boniato
- Pheidole naylae Wilson & Brown (Myrmicinae: Pheidolini)
- Pheidole neolongiceps Brown (Myrmicinae: Pheidolini)
- Pheidole punctatissima Mayr (Myrmicinae: Pheidolini)
- Pheidole similigena Wheel (Myrmicinae: Pheidolini)
- Pheidole subarmata Mayr (Myrmicinae: Pheidolini)
- Pheidole teneriffana Forel (Myrmicinae: Pheidolini)
- Pheidole teneriffana taina Aguayo (Myrmicinae: Pheidolini)

- Platythyrea punctata (Smith) (Ponerinae: Platythyreini)
- Ponera opaciceps cubana Sants.(Ponerinae: Ponerini)
- Ponera trigona opacitor Forel (Ponerinae: Ponerini)
- Ponera ergatandria Forel (Ponerinae: Ponerini)
- Prenolepis albimaculata Sants. (Formicinae: Prenolepini)
- Prenolepis gibberosa (Roger) (Formicinae: Prenolepini)
- Prenolepis karstica Fontenla (Formicinae: Prenolepini)
- Prionopelta antillana Forel (Ponerinae: )
- Pseudomyrmex cubaensis (Forel) (Pseudomyrmecinae) muerde y huye
- Pseudomyrmex elongatus (Pseudomyrmecinae) muerde y huye
- Pseudomyrmex opacior Forel (Pseudomyrmecinae) muerde y huye
- Pseudomyrmex pallidus Smith (Pseudomyrmecinae) muerde y huye
- Pseudomyrmex pazosi Sants. (Pseudomyrmecinae) muerde y huye
- Pseudomyrmex seminole (Pseudomyrmecinae) muerde y huye
- Pseudomyrmex simplex (Smith) (Pseudomyrmecinae) muerde y huye
- Pseudomyrmex subater (Pseudomyrmecinae) muerde y huye

## R
- Rhopalotryx weberi Brown & Kempf (Myrmicinae:)
- Rogeria brunnea Sants. (Myrmicinae: Leptothoracini)
- Rogeria curvipubens Sants. (Myrmicinae: Leptothoracini)
- Rogeria scabra Weber (Myrmicinae: Leptothoracini)

## S
- Solenopsis corticalis Forel (Myrmicinae: Solenopsini)
- Solenopsis germinata (Fabr.) (Myrmicinae: Solenopsini) hormiga brava
- Solenopsis globularia Forel (Myrmicinae: Solenopsini)
- Solenopsis picea Emery (Myrmicinae: Solenopsini)
- Strumigenys albertii Forel (Myrmicinae: Dacetini)
- Strumigenys convexiceps (Sants.) (Myrmicinae: Dacetini)
- Strumigenys eggersi Mann (Myrmicinae: Dacetini)
- Strumigenys emmae (Emery) (Myrmicinae: Dacetini)
- Strumigenys gundlachi (Roger) (Myrmicinae: Dacetini)
- Strumigenys lanuginosa Wheel. (Myrmicinae: Dacetini)
- Strumigenys louisianae Roger (Myrmicinae: Dacetini)
- Strumigenys margaritae (Forel) (Myrmicinae: Dacetini)
- Strumigenys membranifera (Emery) (Myrmicinae: Dacetini)
- Strumigenys nitens (Sants.) (Myrmicinae: Dacetini)
- Strumigenys rogerii Emery (Myrmicinae: Dacetini)
- Strumigenys silvestrii Emery (Myrmicinae: Dacetini)
- Strumigenys simulans (Sants.) (Myrmicinae: Dacetini)

## T
- Tapinoma litorale Wheel. (Dolichoderinae:Tapinonini)
- Tapinoma litorale cubaensis Wheel. (Dolichoderinae:Tapinonini)
- Tapinoma melanocephalum (Fabr.) (Dolichoderinae:Tapinonini) hormiguita boticaria
- Temnothorax abeli (Fontenla) (Myrmicinae: Leptothoracini)
- Temnothorax affinis (Mann) (Myrmicinae: Leptothoracini)
- Temnothorax aguayoi (Wheel.) (Myrmicinae: Leptothoracini)
- Temnothorax alayoi Baroni (Myrmicinae: Leptothoracini)
- Temnothorax androsanus (Wheeler) (Myrmicinae: Leptothoracini)
- Temnothorax archeri (Wheel.) (Myrmicinae: Leptothoracini)
- Temnothorax banao Fontenla (Myrmicinae: Leptothoracini)
- Temnothorax barbouri (Aguayo) (Myrmicinae: Leptothoracini)
- Temnothorax barroi (Aguayo) (Myrmicinae: Leptothoracini)
- Temnothorax bermudezi (Wheel.) (Myrmicinae: Leptothoracini)
- Temnothorax bruneri (Mann) (Myrmicinae: Leptothoracini)
- Temnothorax creightoni (Mann) (Myrmicinae: Leptothoracini)
- Temnothorax cuyaguateje Fontenla (Myrmicinae: Leptothoracini)
- Temnothorax darlingtoni (Wheel.) (Myrmicinae: Leptothoracini)
- Temnothorax dissimilis (Aguayo) (Myrmicinae: Leptothoracini)
- Temnothorax gundlachi (Wheel.) (Myrmicinae: Leptothoracini)
- Temnothorax imias (Fontenla) (Myrmicinae: Leptothoracini)
- Temnothorax iris (Roger) (Myrmicinae: Leptothoracini)
- Temnothorax jaumei (Sants.) (Myrmicinae: Leptothoracini)
- Temnothorax laetus (Wheel.) (Myrmicinae: Leptothoracini)
- Temnothorax lugens (Roger) (Myrmicinae: Leptothoracini)
- Temnothorax manni (Wheel.) (Myrmicinae: Leptothoracini)
- Temnothorax melanocephalus (Wheel.) (Myrmicinae: Leptothoracini)
- Temnothorax mortoni (Aguayo) (Myrmicinae: Leptothoracini)
- Temnothorax myersi (Wheel.) (Myrmicinae: Leptothoracini)
- Temnothorax nigricans (Wheeler) (Myrmicinae: Leptothoracini)
- Temnothorax nipensis (Fontenla) (Myrmicinae: Leptothoracini)
- Temnothorax natenzoni (Aguayo) (Myrmicinae: Leptothoracini)
- Temnothorax pistinifer (Emery) (Myrmicinae: Leptothoracini)
- Temnothorax platycnemis (Wheel.) (Myrmicinae: Leptothoracini)
- Temnothorax poeyi (Wheel.) (Myrmicinae: Leptothoracini)
- Temnothorax porphyrites (Roger) (Myrmicinae: Leptothoracini)
- Temnothorax punicans (Roger) (Myrmicinae: Leptothoracini)
- Temnothorax purpuratus (Roger) (Myrmicinae: Leptothoracini)
- Temnothorax scabripes (Mann) (Myrmicinae: Leptothoracini)
- Temnothorax schwarzi (Mann) (Myrmicinae: Leptothoracini)
- Temnothorax senectutis Baroni Urbani (Myrmicinae: Leptothoracini)
- Temnothorax splendens (Wheel.) (Myrmicinae: Leptothoracini)
- Temnothorax squamifer (Roger) (Myrmicinae: Leptothoracini)
- Temnothorax terricolus (Mann) (Myrmicinae: Leptothoracini)
- Temnothorax torrei (Aguayo) (Myrmicinae: Leptothoracini)
- Temnothorax versicolor (Roger) (Myrmicinae: Leptothoracini)
- Temnothorax villarensis (Aguayo) (Myrmicinae: Leptothoracini)
- Temnothorax violaceus (Mann) (Myrmicinae: Leptothoracini)
- Temnothorax wheeleri (Mann) (Myrmicinae: Leptothoracini)
- Tetramorium bicarinatum (Nylander) (Myrmicinae: Crematogastrini)
- Tetramorium guineense (Farb.) (Myrmicinae: Crematogastrini) hormiga roja
- Tetramorium lucayanum Wheel. (Myrmicinae: Crematogastrini)
- Tetramorium simillimum (Nylander) (Myrmicinae: Crematogastrini)
- Thaumatomyrmex baryai Fontenla (Ponerinae: Thaumatomyrmecini)
- Thaumatomyrmex cochlearis Creigh (Ponerinae: Thaumatomyrmecini)
- Thaumatomyrmex mandibularis Baroni-Urbani & Andrade (Ponerinae: Thaumatomyrmecini)
- Thaumatomyrmex nageli Baroni-Urbani & Andrade (Ponerinae: Thaumatomyrmecini)
- Trachymyrmex jamaicensis Wheel. (Myrmicinae:Attini) bibijagüita solitaria

## W
- Wasmannia auropunctata (Roger) (Myrmicinae: Ochetomyrmecini) santanica o santanilla

## X
- Xenomyrmex floridanus Wheel.(Myrmicinae: Solenopsini)

## Z
- Zacryptocerus varians (Smith) (Myrmicinae: )

## Otros géneros
Géneros registrados que ya no son actuales:
- Codroxemus (Myrmicinae: Dacetini) (=Epitritus)
- Cryptocerus (Myrmicinae: Cryptocerini) (=Paracryptocerus)
- Dorisidris (Myrmicinae: Dacetini)
- Glamyromyrmex (Myrmicinae: Dacetini)
- Heptastruma (Myrmicinae: Dacetini)
- Leptothorax (Myrmicinae: Leptothoracini)
- Macromischa (Myrmicinae: Leptothoracini)
- Macromischa subgénero Croesomyrmex (Myrmicinae: Leptothoracini)
- Macromischa subgénero Antillaemyrmex (Myrmicinae: Leptothoracini)
- Mycocepurus (Myrmicinae:Attini)
- Myrmelachista (Formicinae: Myrmelachistini)
- Plagiolepis (Formicinae: Plagiolepini)
- Quadriestruma. (Myrmicinae: Dacetini)
- Spaelomyrmex (Myrmicinae: Dacetini)
- Stigmatomma (Ponerinae: Amblyoponini)